# クロシュ
クロシュとは、キルギスに古より伝わる格闘技である。日本の相撲に似ているので、日本ではキルギス相撲などと呼ぶことがある。

## 概要
日本の相撲と違い、土俵や攻め手がないことが特徴。相手を投げたり、地面に付けたりした方の勝ち。